# Incurvaria praelatella
Incurvaria praelatella là một loài bướm đêm thuộc họ Incurvariidae. Nó được tìm thấy ở khắp châu Âu, except bán đảo Iberia.
Sải cánh dài 11–14 mm.
Ấu trùng ăn Achillea, Agrimonia, Alchemilla vulgaris, Filipendula, Fragaria vesca, Geum rivale, Potentilla reptans, Rubus fruticosus và Spiraea douglasii. Chúng ăn lá nơi chúng làm tổ. 

## Hình ảnh

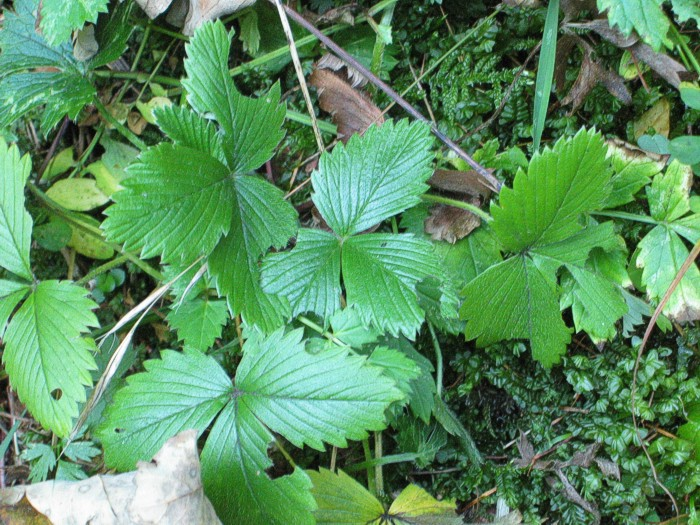